# Paragon Point (Antarktika)
Der Paragon Point (englisch für Mustergültige Landspitze, in Argentinien Punta Paragón) ist eine kleine und dennoch markante Landspitze an der Graham-Küste des Grahamlands auf der Antarktischen Halbinsel. Sie liegt 5 km westsüdwestlich des Eijkman Point am Südwestufer der Leroux-Bucht. 
Teilnehmer der British Graham Land Expedition (1934–1937) unter der Leitung des australischen Polarforschers John Rymill nahmen die erste Kartierung vor. Das UK Antarctic Place-Names Committee benannte sie 1959.